# Новозеландская стрелковая бригада
Новозеландская стрелковая бригада (англ. New Zealand Rifle Brigade) — воинское подразделение новозеландской армии, сформированное и задействованное в годы Первой мировой войны.

## Создание
Решение о создании дивизии было принято 1 мая 1915 года за несколько месяцев до отправки в Египет. Подготовкой первых двух батальонов, набранных из пехотного полка пригорода Веллингтона — Трентэма, занимался подполковник Гарри Таунсенд Фултон. Осенью того же года, 1 октября 1915 года , с прибытием 3-го и 4-го батальонов формирование основного состава бригады было завершено. 8 октября два первых батальона отплыли в Каир, куда прибыли 14 ноября 1915 года. Спустя ещё несколько месяцев, 13 и 15 марта 1916 года, к ним присоединились 3-й и 4-й батальоны. И после короткого периода реорганизации 7 апреля бригада отбыла из Александрии во Францию.

## Боевой путь
Пройдя дополнительную подготовку в Армантьере, бригада в составе новозеландской дивизии приняла участие во всех основных сражениях на Западном фронте. Боевым крещением бригады стало наступление в районе Курселетт 15 сентября 1916 года в ходе битвы на Сомме. В кампании 1917 года бригада участвовала в Мессинской битве и сражении при Пашендейле. Весной 1918 года она была брошена на ликвидацию немецкого прорыва, возникшего вследствие операции «Михаэль». Заключительный этап войны бригада провела в Стодневном наступлении.

## Расформирование
Первые части бригады стали возвращаться в Новую Зеландию с 26 декабря 1918 года, с частотой отправки до тысячи человек в неделю. К концу января 1919 года четыре батальона сократились до двух и, наконец, 4 февраля 1919 года последние подразделения бригады были расформированы.

## Организация
| 3-я новозеландская (стрелковая) бригада - 1-й пехотный батальон - 2-й пехотный батальон - 3-й пехотный батальон - 4-й пехотный батальон - 3-я новозеландская пулемётная рота - 3-я батарея траншейных миномётов - 3-я сапёрная рота - 3-й полевой санитарный отряд |

## Награды
Двое военнослужащих бригады были удостоены креста Виктории: сержанты Сэмюэл Фриклтон за свои действия 7 июня 1917 года и Гарри Джон Лорен 12 сентября 1918 года. Кроме того, 18 воинов стали обладателями ордена «За выдающиеся заслуги» (двое из них повторно), 96 награждены Военным крестом (пятеро повторно).